# Kostrzyna (województwo dolnośląskie)
Kostrzyna (niem. Trattlau) – wieś w Polsce położona w województwie dolnośląskim, w powiecie zgorzeleckim, w gminie Zgorzelec.

## Położenie
Kostrzyna to niewielka wieś o zwartej zabudowie leżąca na Pogórzu Izerskim, na północno-wschodnim krańcu Wyniosłości Działoszyńskiej, na wysokości około 250–28 m n.p.m.

## Podział administracyjny
W latach 1975–1998 miejscowość administracyjnie należała do województwa jeleniogórskiego.

## Zabytki
Do wojewódzkiego rejestru zabytków wpisany jest:
- zespół pałacowy
  - pałac, z 1757 r., przebudowany w XIX w.
  - park, z XIX w.